# Fruchtmax & Hugo Nameless
Fruchtmax & Hugo Nameless ist ein deutsches Hip-Hop-Duo. Es wurde durch den Song WKM$N$HG?! bekannt.

## Leben

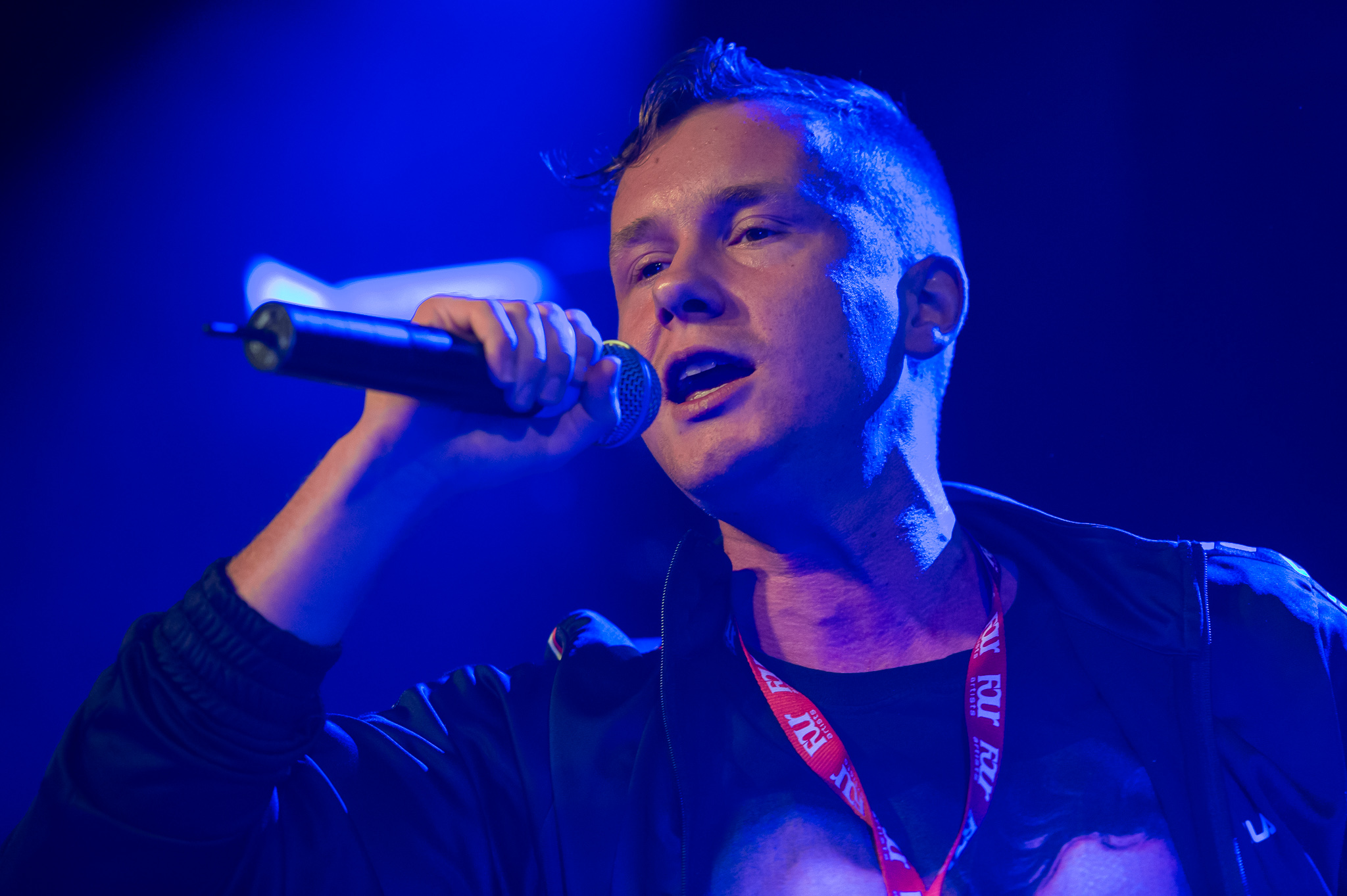
Fruchtmax (2017)

Fruchtmax (* 20. Jahrhundert) stammt aus Berlin-Kreuzberg und sozialisierte sich mit 15 Jahren in einem Jugendhaus im Görlitzer Park in der Hip-Hop-Szene. Dort lernte er auch K.I.Z und B-Lash kennen, die ihn bei seinen ersten musikalischen Gehversuchen unterstützten. Für seine ersten Gehversuche verwendete er Old-School-Hip-Hop-Beats. Darüber kam er zum Down South und schließlich zum Trap und Cloud Rap. Er begann, unter dem Namen Trapmax Beats für unter anderem MC Smook und Money Boy zu produzieren.
Hugo Nameless (* 1998 in Berlin-Mitte) kam über Breakdance zur Hip-Hop-Szene. Als er mit elf Jahren Unterricht im Breakdance nahm, begann er sich insbesondere für Old School Hip Hop zu interessieren und nahm seine ersten Tracks über Pubertätsprobleme auf.
Die beiden lernten sich über Twitter kennen. Im Januar 2016 begann die musikalische Zusammenarbeit. Erster gemeinsame Track war WKM$N$HG? („Wie kann man sich nur so hart gönnen“), der das Duo bekannt machte. Fruchtmax nahm den Track mit Money Boy noch einmal auf. Anschließend erschienen Remixe mit unter anderem Juicy Gay, Haiyti und Trettmann. Der Track fand Anklang in der Hip-Hop-Szene und wurde unter anderem von Casper, Frauenarzt geteilt. K.I.Z nahmen die beiden mit auf ihre Ehrenlos-Tour. Der Track wurde schließlich zum viralen Hit. Die zwei durften im Anschluss auf dem Splash 2016 auftreten.
Sie veröffentlichen 2016 das Mixtape Auf der Jagd nach dem Hak. Zur Vermarktung gründeten sie zusammen mit „Kulturerbe Achim“ das Online-Label Based030. Mitte des Jahres erschien der Label-Sampler Freebase Vol. 1 – Fruchtmax, Hugo Nameless, Kulturerbe Achim & Friends. Im September 2016 traten die beiden mit WKM$N$HG? bei Circus HalliGalli auf und wurden von Udo Walz interviewt.
In den Jahrescharts 2016 des Juice belegte WKM$N$HG? Platz 10 der besten Singles des Jahres.

## Musikstil
Fruchtmax & Hugo Nameless mischen die Hip-Hop-Stile Trap, Turnup und Cloud Rap. Ihre Texte sind überwiegend erfundene Geschichten. Die beiden mischen ihre Musik mit Anleihen aus dem Gangsta- und Straßenrap, ohne jedoch selbst aus dieser Kultur zu entstammen.

„Ich finde Musik kann sehr persönlich sein, auch wenn der textliche Inhalt gar nichts mit der Person zu tun hat. Was sich ein Künstler in seiner Musik vorstellt, ohne es zu sein, verrät mir trotzdem viel über ihn. Ich könnte einen Track über einen Stripclubbesuch in Atlanta machen, ohne je dagewesen zu sein und es trotzdem fühlen. Viele Künstler sind sogar durch ihre nicht realen Lyrics zu dem geworden, was sie sich vorstellten. Wir haben die ultimative Turnup-Hymne mit WKMSNSHG gedroppt und haben nun tatsächlich jedes Wochenende Auftritte in Clubs wo wir upturnen, also in der Hinsicht sind wir eigentlich sogar real. Im Endeffekt ist es eigentlich auch egal aber “Fake it til u make it” ist eine Formel die schon oft funktioniert hat, schaut euch einfach nur YSL Know Plug oder Kollegah an und ihr wisst was ich meine.“

„hlt. Bei mir ist es schon so, dass ich das Leben im Ghetto gewohnt bin, schließlich sind meine Eltern nicht wohlhabend und ich bin in der Zeit in Kreuzberg aufgewachsen, als es noch nicht hip war. Hier wurde auch mal geschossen und ich wurde halt nicht getroffen – trotzdem heißt das nicht, dass ich nur mit Gangbangern abhing. Ich musste zum Glück nie mit kriminellen Dingen meinen Lebensunterhalt bestreiten. Abschluss Statement zur Realness Debatte: Rick Ross war Knastwärter und ist trotzdem einer der großartigsten Rapper unserer Zeit. Es kommt auf die Musik an.“

## Diskografie
Mixtapes
- 2016: Auf der Jagd nach dem Hak (Based030, Gratis-Download)

Labelsampler
- Freebase Vol. 1 – Fruchtmax, Hugo Nameless, Kulturerbe Achim & Friends (Based030, Gratis-Download)